# Palazzo Mazziotti

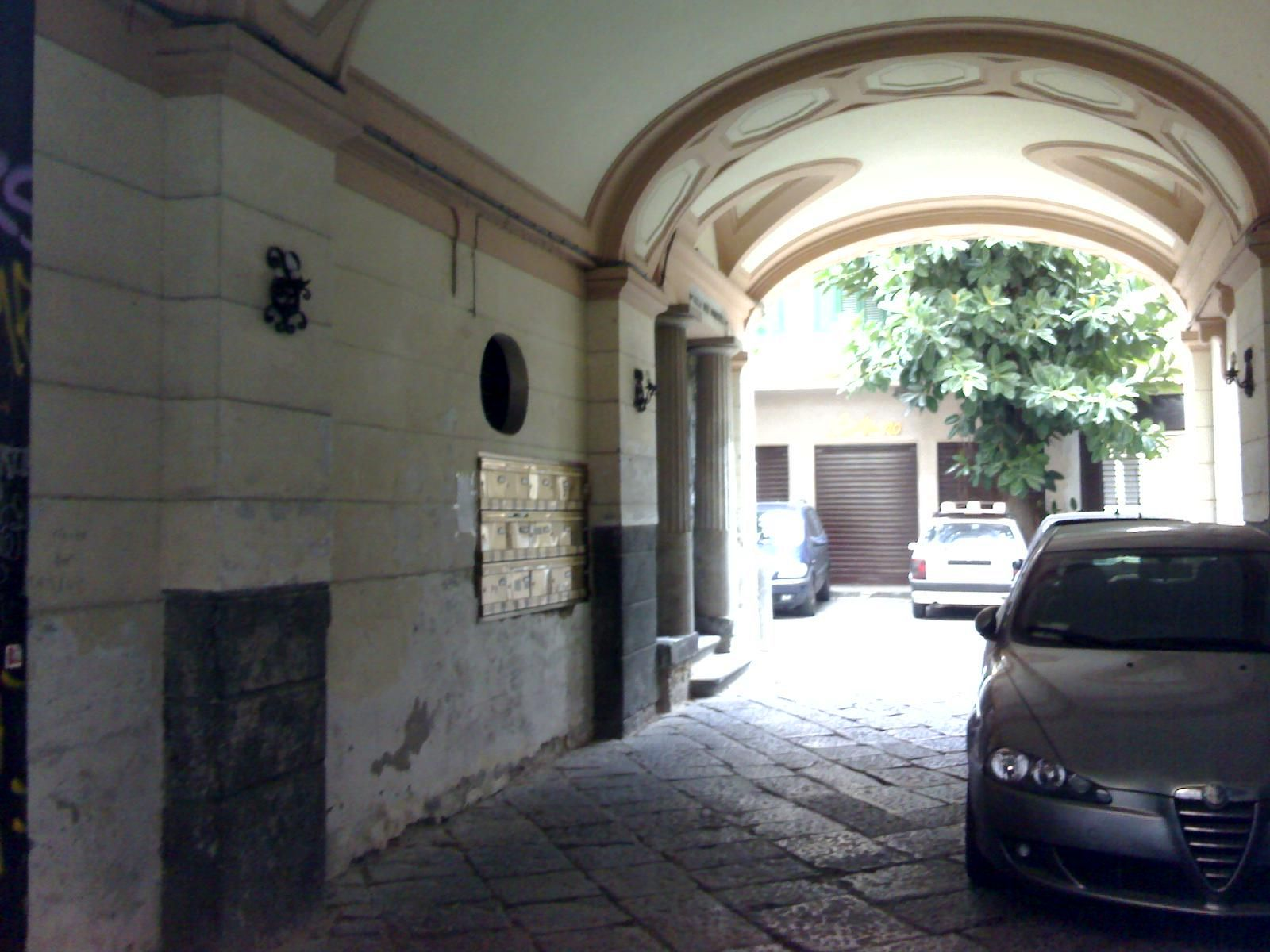
Vista sul cortile interno. Sulla sinistra si possono vedere due colonne neoclassiche che precedono la scala.

Il palazzo Mazziotti è un palazzo di Napoli situato in via Benedetto Croce (già via Trinità Maggiore), una delle strade che formano la Spaccanapoli.

## Storia e descrizione
Il palazzo venne costruito nel primo Ottocento, durante il periodo della dominazione francese, sulle preesistenti strutture secentesche del chiostro della chiesa di San Francesco delle Monache per essere la residenza cittadina della famiglia dei Mazziotti baroni di Celso. Dal momento che i Mazziotti avevano un'altra residenza, villa Mazziotti, a Posillipo, il palazzo viene definito anche come palazzo Mazziotti a Trinità Maggiore per evitare confusione.
Il cortile riutilizza le arcate del chiostro. L'accesso alla scala dall'androne, in stile neoclassico, è caratterizzata da due colonne sovrastate dall'epigrafe "alla pace domestica".
Questo casamento riportato nel catasto urbano dei fabbricati della sezione S. Giuseppe alla partita 954 (...) in testa ai sigg. Mazziotti barone Pietro e Matteo fratelli fu Francescantonio (...) confina al nord con la strada Trinità Maggiore, ad est con la proprietà del conte di Balsorano, al sud con altra proprietà sigg. baroni Mazziotti, beni Doria e con la Chiesa della Rotonda ed infine ad ovest con la proprietà del marchese Santangelo, di Morra e della Congrega di Santamaria Vertecoeli.
Proprietà in Napoli alla strada Pallonetto Santa Chiara n. 8.
Il casamento riportato alla stessa partita 954 con la stessa intestazione (...) confina al nord col giardino del palazzo Mazziotti, ad est con la proprietà del conte di Balsorano, ad ovest con la proprietà del marchese Santangelo.»
(Da documenti notarili per la successione del nobile Francesco Antonio Mazziotti barone di Celso 1811 - 1878)